# Lichtenstern

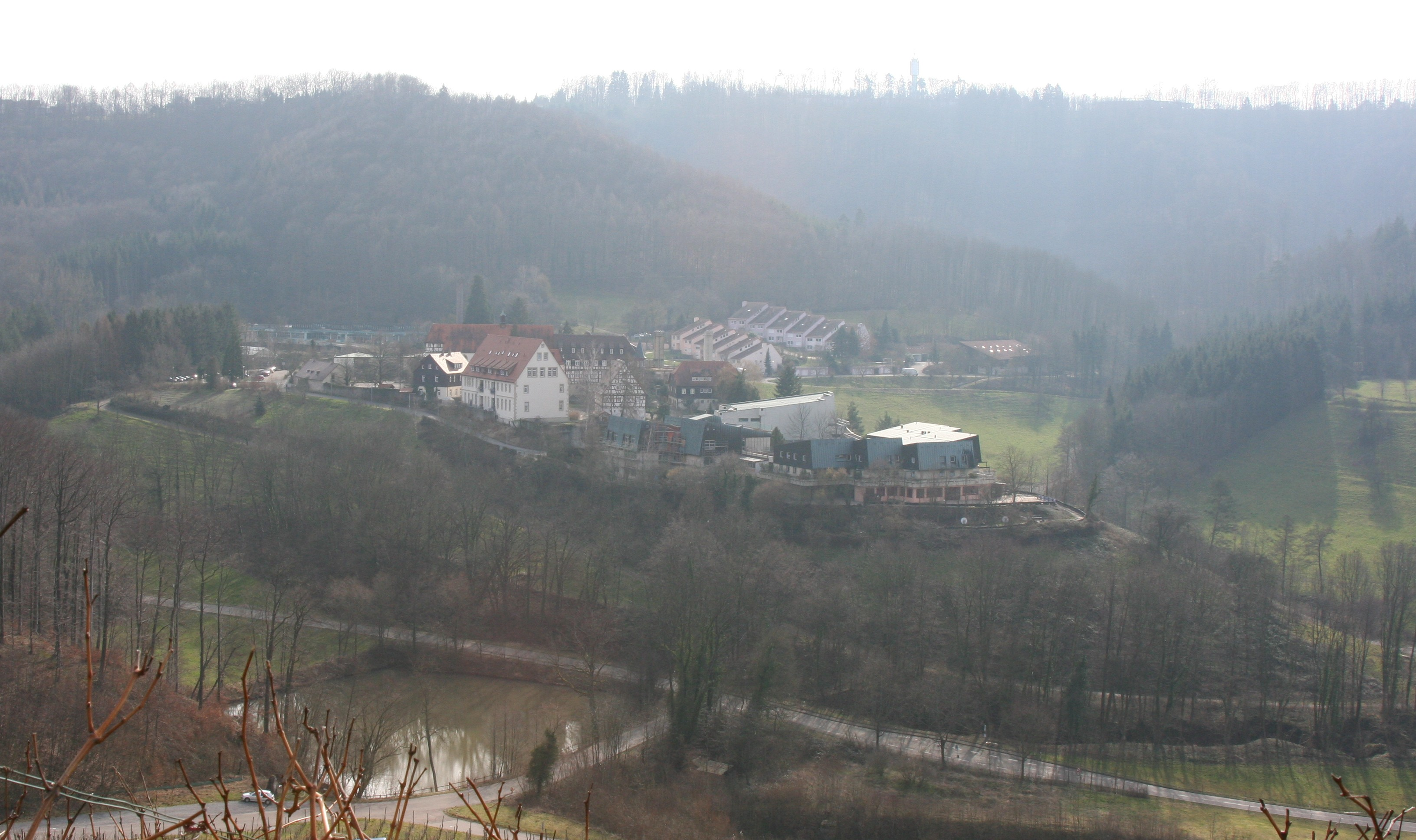
Lichtenstern

Lichtenstern ist ein Ortsteil von Löwenstein im Landkreis Heilbronn in Baden-Württemberg. Der Ort geht auf das Kloster Lichtenstern zurück, das von 1242 bis 1554 bestand, war anschließend bis 1806 Sitz des württembergischen Klosteramts Lichtenstern und ist seit 1865 Sitz der Evangelischen Stiftung Lichtenstern.

## Geschichte

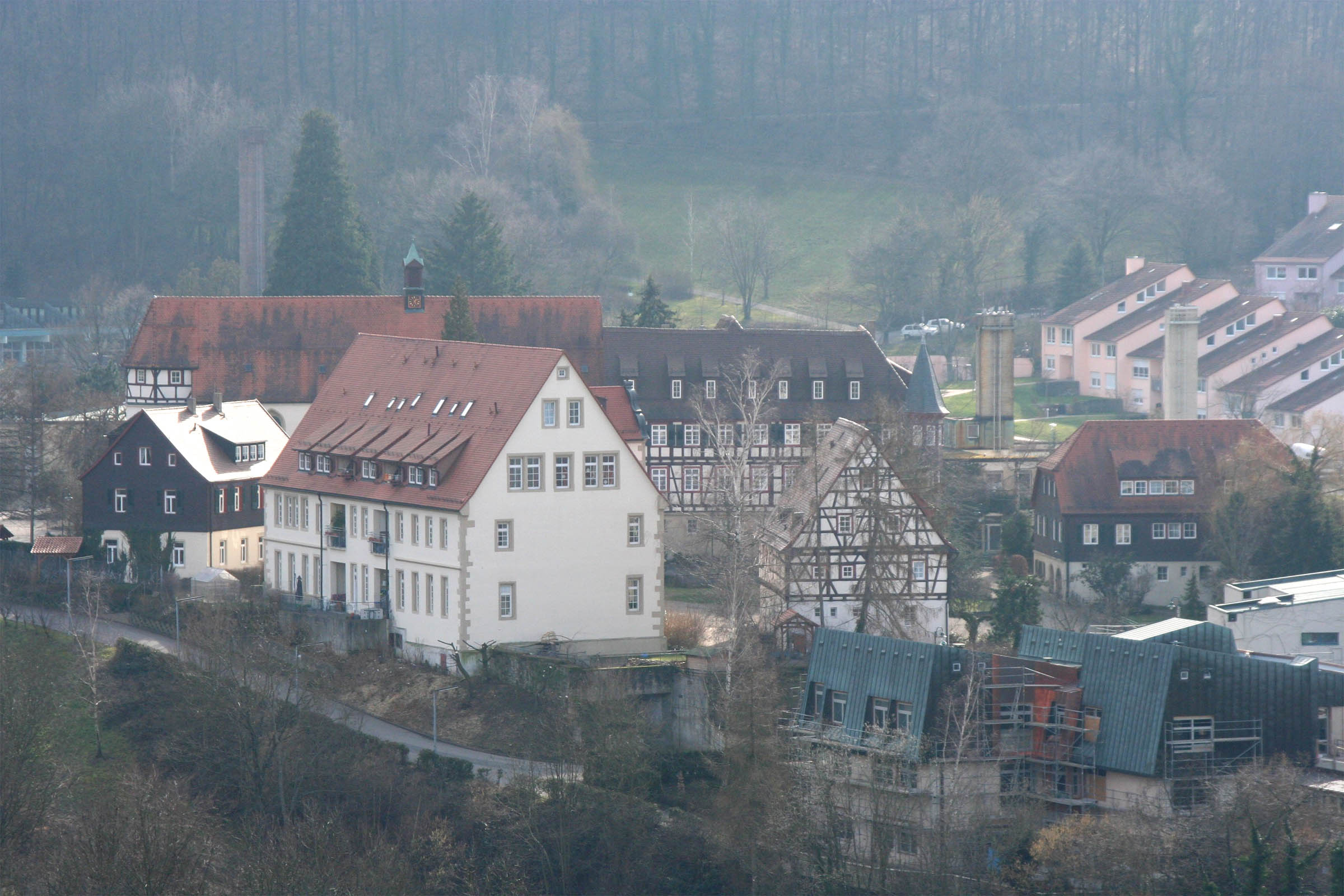
Zentrum der Anlage mit Bandhaus (weiß mit rotem Dach), Kirche (dahinter) und Oberamtei (rechts davon)

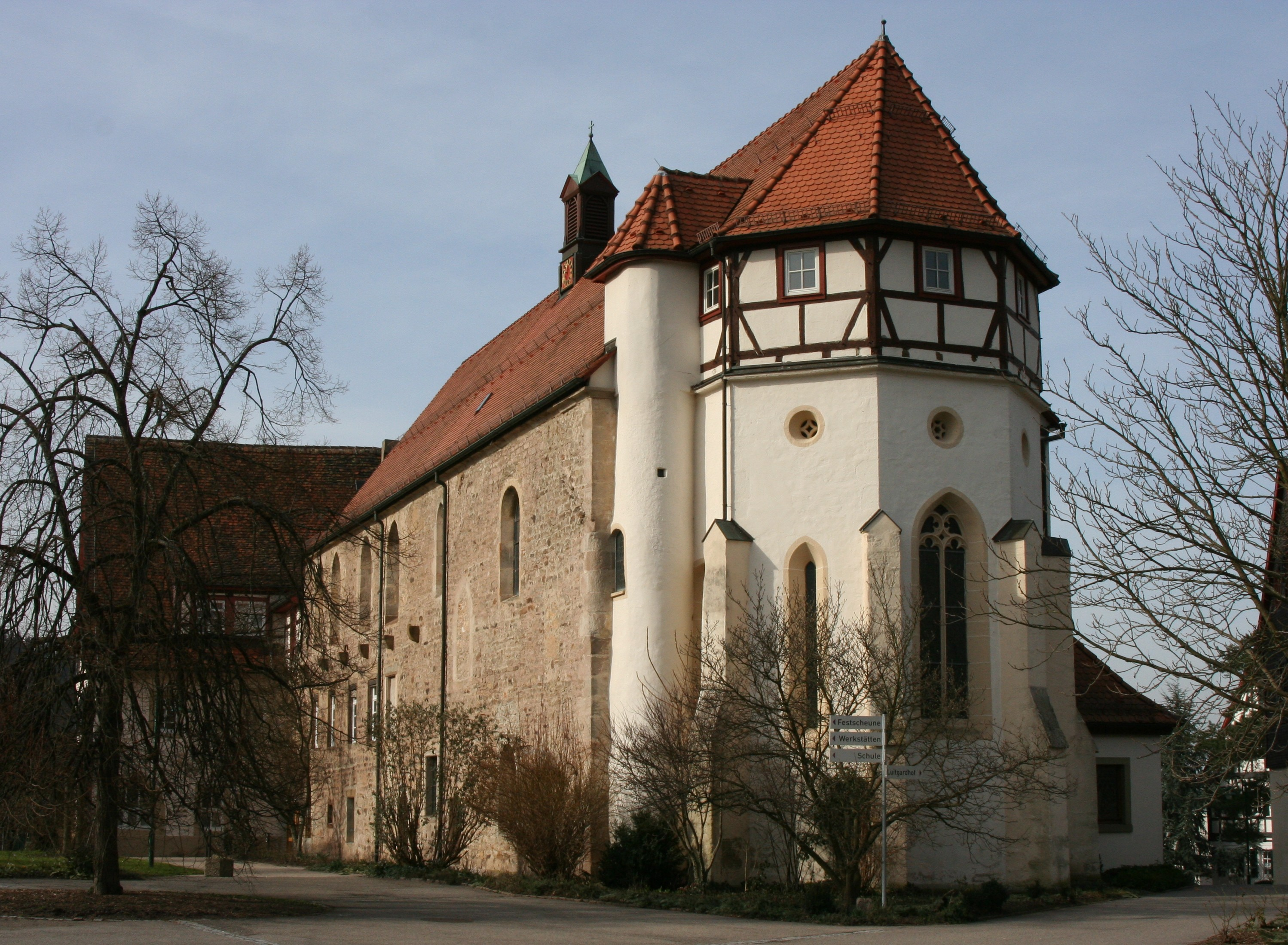
Klosterkirche

### Zisterzienserinnenkloster
Das Zisterzienserinnenkloster Stella Praeclara, zu deutsch Heller Stern oder Lichtenstern, wurde 1242 von Luitgard von Weinsberg gegründet, einer geborenen Schenkin von Limpurg und Witwe Engelhards III. von Weinsberg. Das Kloster-Areal, die bewaldete und von zwei Quellflüssen eines Zustroms der Sulm umgrenzte Anhöhe im Tuffingstal östlich von Löwenstein, stifteten die Herren von Weinsberg und die Herren von Heinriet. Die erste Besiedlung erfolgte durch Nonnen des zwischen Aschaffenburg und Miltenberg gelegenen Klosters Himmelthal, zur ersten Äbtissin wurde die Schwester oder Nichte der Gründerin, eine Burgsindis (oder Kunigunde) von Limburg. Die Stifterin verstarb noch vor der Weihe des Klosters, ihre Gebeine wurden erst später in die Anlage überführt. Bis zum Ende des 13. Jahrhunderts entstand die von einer Mauer umschlossene Klosteranlage mit Klosterkirche (1280), Kreuzgang, Konventgebäude, Wohngebäude und Nebengebäuden.
Schutzherren des Klosters waren zunächst die Herren von Weinsberg. Diese sowie die Herren von Löwenstein und die Schenken von Limpurg statteten das Kloster mit Gütern und Rechten in Böckingen, Bitzfeld, Flein, Weinsberg, Affaltrach, Eschenau, Dimbach, Weiler und anderen Orten aus. Das Kloster erhielt außerdem Stiftungen von den Familien der eintretenden Klosterfrauen und konnte aus seinen erwirtschafteten Überschüssen weitere Besitztümer erwerben. Der Zuwachs an Ländereien stagnierte jedoch zur Zeit der Äbtissin Margarete vom Stein (1444–1469) zu Gunsten der zu ihrer Zeit unternommenen Ausbauten der Klostergebäude. Während Margaretes Abbatiat und durch ihre finanziellen Mittel wurde für die Klosterkirche ein großes Marienkrönungsretabel in einer niederschwäbischen Werkstatt in Auftrag gegeben. Um 1450 ging mit dem Übergang des Weinsberger Besitzes an die Kurpfalz auch die Schutzherrschaft über das Kloster an diese über und gelangte 1504 an das Herzogtum Württemberg.
Im Bauernkrieg wurde das Kloster am 13. April 1525 von einem Bauernhaufen unter Jäcklein Rohrbach geplündert und entging nur knapp seiner Zerstörung, da ein von den Bauern gelegter Brand von selbst wieder erlosch. Die Nonnen waren unterdessen in den Pfleghof des Klosters nach Heilbronn geflohen, der jedoch auch geplündert wurde, nachdem die Stadt Heilbronn den Bauern die Tore geöffnet hatte.
Ab 1534 führte Herzog Ulrich von Württemberg die Reformation in Württemberg durch. Mit einem Erlass von diesem Jahr verfügte er, dass die Klöster in den Gemeinden, in denen sie das Patronatsrecht besaßen, nur noch evangelische Pfarrer anstellen durften. Außerdem verbot er die Veräußerung von Klosterbesitz. Die Klosterfrauen protestierten erfolglos und wurden mit einer besonderen Reformationsordnung für die württembergischen Klöster von 1547 förmlich von ihren Gelübden entbunden. Das Augsburger Interim von 1548 ließ die Klosterfrauen auf einen Fortbestand des Klosters hoffen, doch löste Herzog Christoph von Württemberg das Kloster 1554 letztlich auf.

### Klosteroberamt

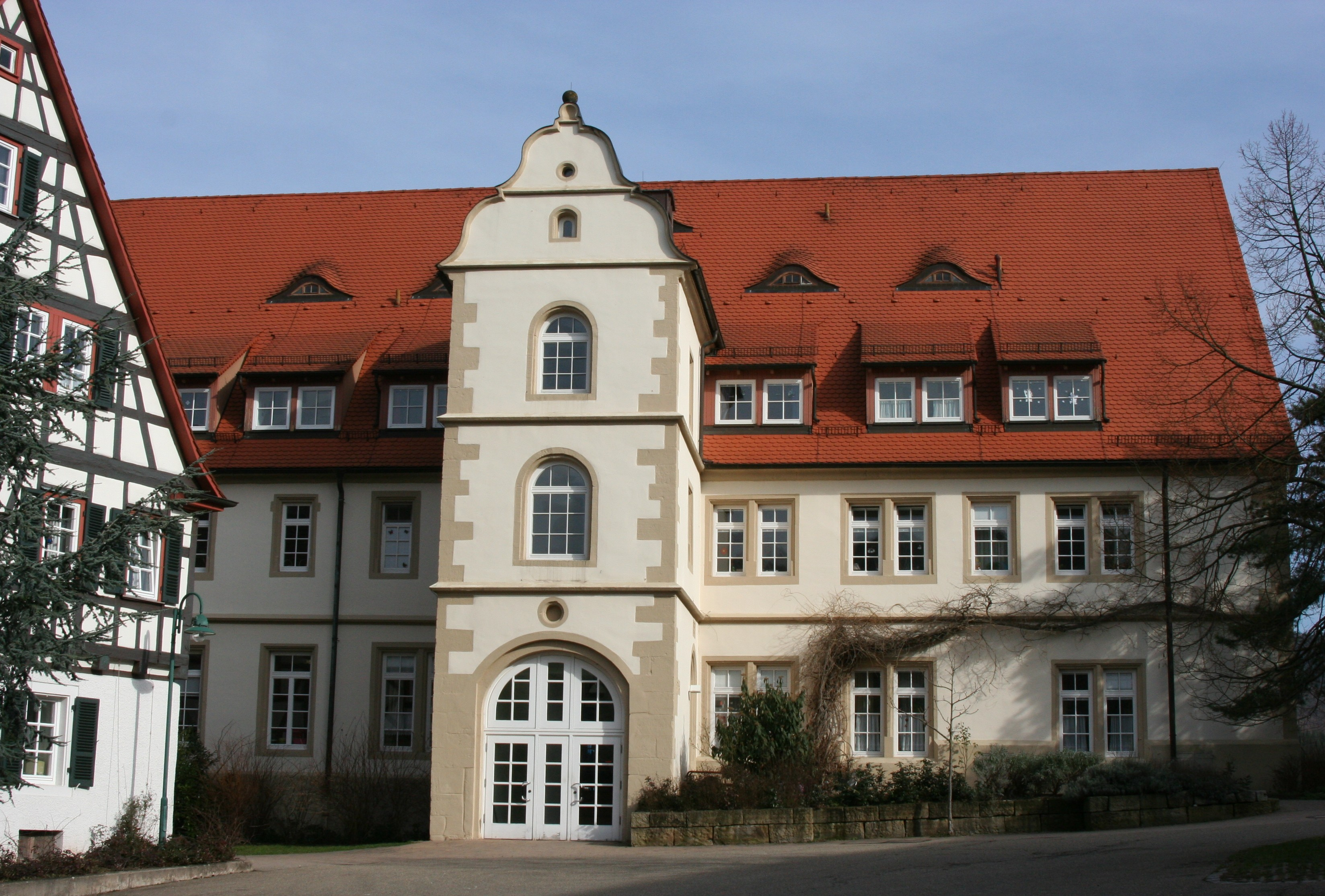
Das Bandhaus von 1586

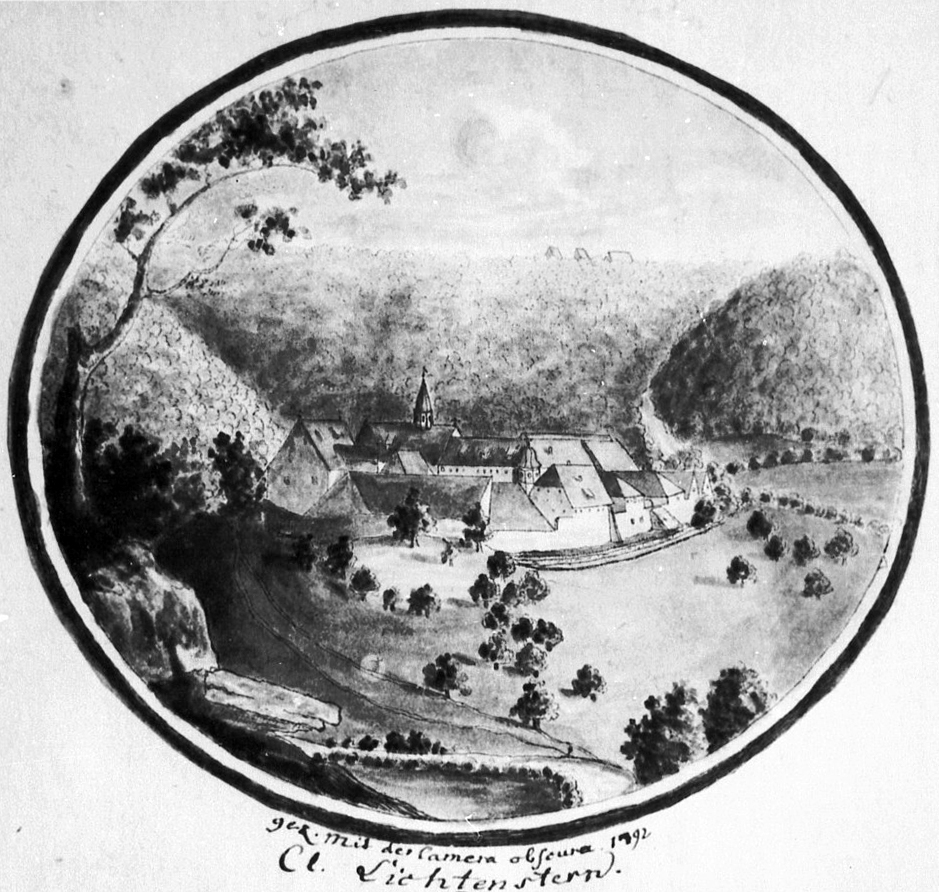
Lichtenstern 1792

Ein Klosteroberamt verwaltete fortan die über 2500 Morgen großen Besitztümer und Pfründen des Klosters. Das Klosteroberamt umfasste die zur Markung Lichtenstern gehörigen Weiler Bernbach, Greuthof und Joachimstal sowie die Klosterorte Waldbach, Dimbach, Obereisesheim und Reisach. Der Hofmeister (Klostervogt) Ulrich Renz (im Amt 1554–1574) hat sich um die Organisation des Klosteroberamtes besonders verdient gemacht. Unter seinem Nachfolger Andreas von Oberbach wurden um 1580 in Lichtenstern die Oberamtei und das Bandhaus (1586) errichtet.
Im Dreißigjährigen Krieg wurde die Anlage nach dem Restitutionsedikt von 1629 nochmals Kloster, als Lichtenstern im Oktober 1634 dem Prälaten Christopherus, Abt der Zisterzienserabtei Walkenried aus dem Bistum Halberstadt, unterstellt wurde. 1648 wurde das Kloster dann jedoch endgültig aufgehoben.
1690 brannte der Heilbronner Pfleghof des Klosters ab. 1739 wurde in Lichtenstern eine selbstständige Pfarrei für die damals gezählten 133 Seelen in Lichtenstern und den umliegenden Weilern (Bernbach, Greuthof, Klostermühle) errichtet. Zwischen 1770 und 1790 wurden der südliche und der östliche Flügel des Kreuzgangs abgebrochen.
Durch die Neuordnung der württembergischen Verwaltung (Generalreskript vom 2. Januar 1806) wurde das Klosteroberamt Lichtenstern im Jahr 1807 aufgelöst und Lichtenstern dem Oberamt Weinsberg unterstellt. Die letzten Bewohner verließen die Anlage, die in den Folgejahren leer stand und verfiel. 1811 wurde die Pfarrei aufgehoben, Lichtenstern wurde Filialpfarrei von Löwenstein. 1834 bot der württembergische Staat das Anwesen auf Abbruch zum Verkauf an.

### Evangelische Stiftung Lichtenstern

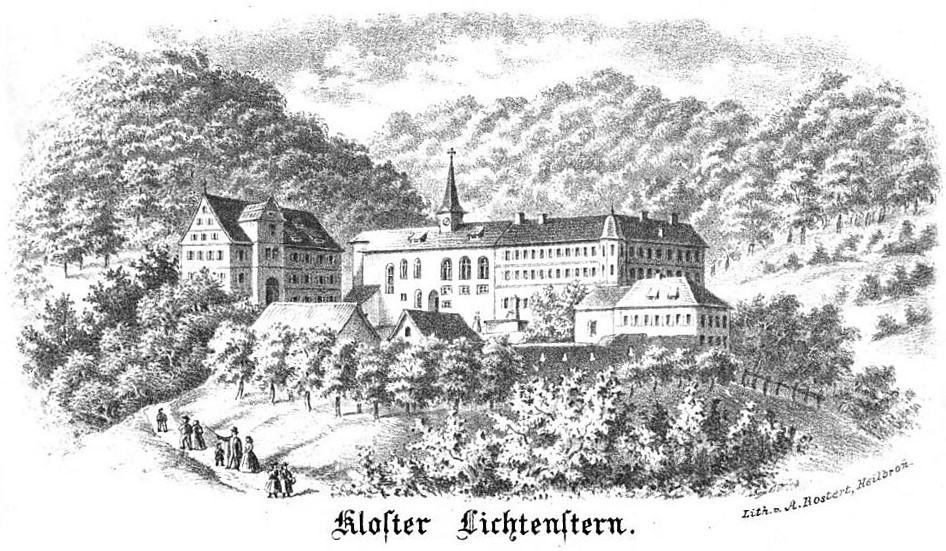
Lichtenstern um 1867

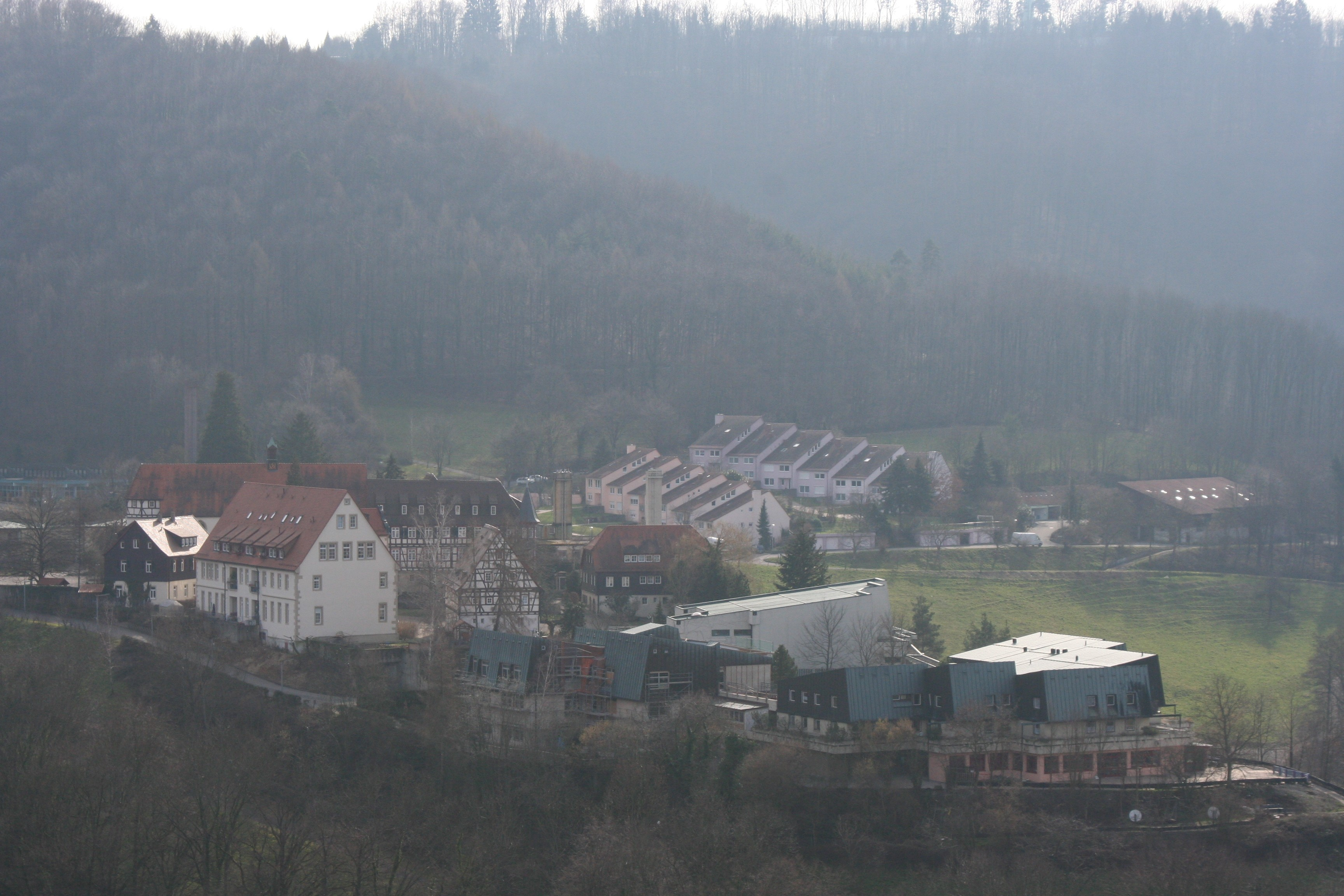
Die Klosteranlage mit den sie umgebenden neueren Bauten der Stiftung

Der Löwensteiner Stadtpfarrer Hegler verhinderte den Abbruch. Auf seinen öffentlichen Aufruf zur Rettung Lichtensterns hin kaufte ein Mitarbeiter Pestalozzis, der preußische Oberschul- und Regierungsrat Carl August Zeller (1774–1846) am 15. Juni 1835 das Klosterareal. Er eröffnete in den noch vorhandenen Lichtensterner Gebäuden am 11. Januar 1836 eine Kindererrettungsanstalt – nach dem Vorbild des von seinem Bruder Christian Heinrich Zeller in Schloss Beuggen am Hochrhein errichteten Kinderheims –, die bis 1839 um eine Einrichtung zur Lehrerausbildung erweitert und mit königlicher Urkunde vom 9. November 1865 zur Königlichen Stiftung erhoben wurde.
Am 17. Mai 1906 brannte das Bandhaus völlig aus, wurde in der alten Form jedoch binnen Jahresfrist wieder aufgebaut. 1922 wurde die Lehrerbildungsanstalt geschlossen, an ihre Stelle trat 1925 ein Kleinkinderheim. 1940 wurden die Gebäude teilweise vom Reichsarbeitsdienst belegt.
Nach dem Zweiten Weltkrieg kamen Flüchtlinge aus Löwenstein in einigen der Gebäude unter. 1946 wurde außerdem eine Oberschule für Mädchen im Bandhaus eröffnet, die 1954 als Lichtenstern-Gymnasium nach Großsachsenheim übersiedelte, während in Lichtenstern bis 1963 noch die unteren Klassen des Aufbaugymnasiums für Jungen Michelbach untergebracht waren. Bis Anfang 1963 bestand in Lichtenstern außerdem ein kirchliches Erziehungsheim, das nach dem Zweiten Weltkrieg eingerichtet worden war.
Nach dem Abzug der Schüler 1963 wurden das Binderhaus und das Bandhaus zu Einrichtungen für Menschen mit geistiger Behinderung umgebaut. Die Behinderteneinrichtungen wurden laufend erweitert: Im Konventgarten entstanden bis 1970 das Heglerhaus und das Zellerhaus, im unteren Hof das Luitgardhaus und die Häuser Nord und West, dazu kamen Wirtschaftsgebäude, Mitarbeiterwohnungen und die Festhalle (bis 1976). Die Werkstatt für behinderte Menschen und das SBBZ konnten 1983 eingeweiht werden. Der Ort Lichtenstern konnte jetzt 300 Personen mit einer geistigen Behinderung Heimat bieten.
Die Evangelische Stiftung Lichtenstern betreibt außerdem in Obersulm, Heilbronn, Lauffen am Neckar, Eppingen und Böckingen Einrichtungen für Menschen mit Behinderungen und in Öhringen außerdem die so genannten „Offenen Hilfen“.

## Persönlichkeiten
- Emma Schmuziger-Dietrich (1866–1954), schweizerische Lehrerin, Sozialarbeiterin und Pfarrfrau